# Pales exsulans
Pales exsulans là một loài ruồi trong họ Tachinidae.